# Sacramento (folyó)
A Sacramento folyó (spanyolul: Río Sacramento) az Amerikai Egyesült Államokban Észak-Kalifornia fő folyója, Kalifornia legnagyobb folyója. A folyó a Klamath-hegységben ered, és 400 mérföldön (640 km) keresztül folyik dél felé, mielőtt eléri a Sacramento-San Joaquin folyó deltáját és a San Franciscó-i öblöt. A folyó 19 kaliforniai megyében mintegy 26 500 négyzetmérföldet (69 000 km²) öntöz, főként a Sacramento völgye néven ismert, a Coast Ranges és a Sierra Nevada által határolt termékeny mezőgazdasági régióban, de egészen Északkelet-Kalifornia vulkanikus fennsíkjáig is elnyúlik. Történelmileg a vízgyűjtője egészen Oregon dél-középső részéig ért északra, ahol a ma már elsősorban endorheikus (zárt) Goose-tó ritkán tapasztal déli kiáramlást a Pit folyóba, a Sacramento legészakibb mellékfolyójába.
A Sacramento és széles természetes árterülete egykor bővelkedett halakban és más vízi élőlényekben, nevezetesen Észak-Amerika egyik legdélebbi nagy csinanyolcas-folyójában. Az emberek körülbelül 12 000 éve függtek a vízgyűjtő hatalmas természeti erőforrásaitól, ahol Kalifornia egyik legsűrűbb indián lakossága élt. A folyó már az ókor óta kereskedelmi és utazási útvonalat biztosít. A Sacramento völgyben több száz, regionális szokásokat és hagyományokat osztó törzs élt, amelyek először az 1700-as évek végén kerültek kapcsolatba az európai felfedezőkkel. Gabriel Moraga spanyol felfedező 1808-ban Rio de los Sacramentosnak nevezte el a folyót, amelyet később lerövidítettek és Sacramentóvá anglicizáltak.
A 19. században a Sacramento folyó egyik mellékfolyóján aranyat fedeztek fel, ami elindította a kaliforniai aranylázat és az államba irányuló hatalmas népességáramlást. Az olyan szárazföldi utak, mint a California Trail és a Siskiyou Trail emberek százezreit vezették az aranylelőhelyekre. A század végére a bányászat megszűnt a gazdaság jelentős részét képezni, és sok bevándorló a földművelés és az állattenyésztés felé fordult. A Sacramento folyó mentén számos népes település jött létre, köztük az állam fővárosa, Sacramento. Az intenzív mezőgazdaság és a bányászat hozzájárult a Sacramento folyó szennyezéséhez, valamint a folyó hidrológiájának és környezetének jelentős változásához.
Az 1950-es évek óta a vízgyűjtő területet intenzíven fejlesztették vízellátás és a vízenergia előállítása céljából. Ma nagy gátak gátolják a folyót és szinte valamennyi nagyobb mellékfolyóját. A Sacramento folyót nagymértékben használják öntözésre, és az óriási állami és szövetségi vízügyi projektek csatornáin keresztül Közép- és Dél-Kalifornia nagy részét ellátja. Miközben ma már Kalifornia lakosságának több mint felét látja el vízzel, és az ország legtermékenyebb mezőgazdasági területét támogatja, ezek a változások a Sacramento folyót a természetes állapotához képest nagymértékben megváltoztatták, és az egykor bőséges halászterületének hanyatlását okozták.